# Clematis recta
Espèce
Classification phylogénétique
Clematis recta est une espèce de plante vivace herbacée à port en touffe de la famille des Ranunculaceae. Elle est originaire du centre et du sud de l'Europe. Cette plante est très rustique.
Son feuillage est gris-vert, et sa floraison tardive (de juillet à octobre) lui vaut appartenance au groupe 3. Panicules terminales de petites fleurs aux pétales étoilés, de 1 à 2 cm de diamètre. Elles sont blanches avec des anthères crème, et très parfumées.

Les fruits plumeux sont très décoratifs.

Taille : jusqu'à 2 m de haut pour 75 cm de diamètre.
Principale variété : Clematis recta 'Purpurea', aux jeunes feuilles de couleur pourpre.

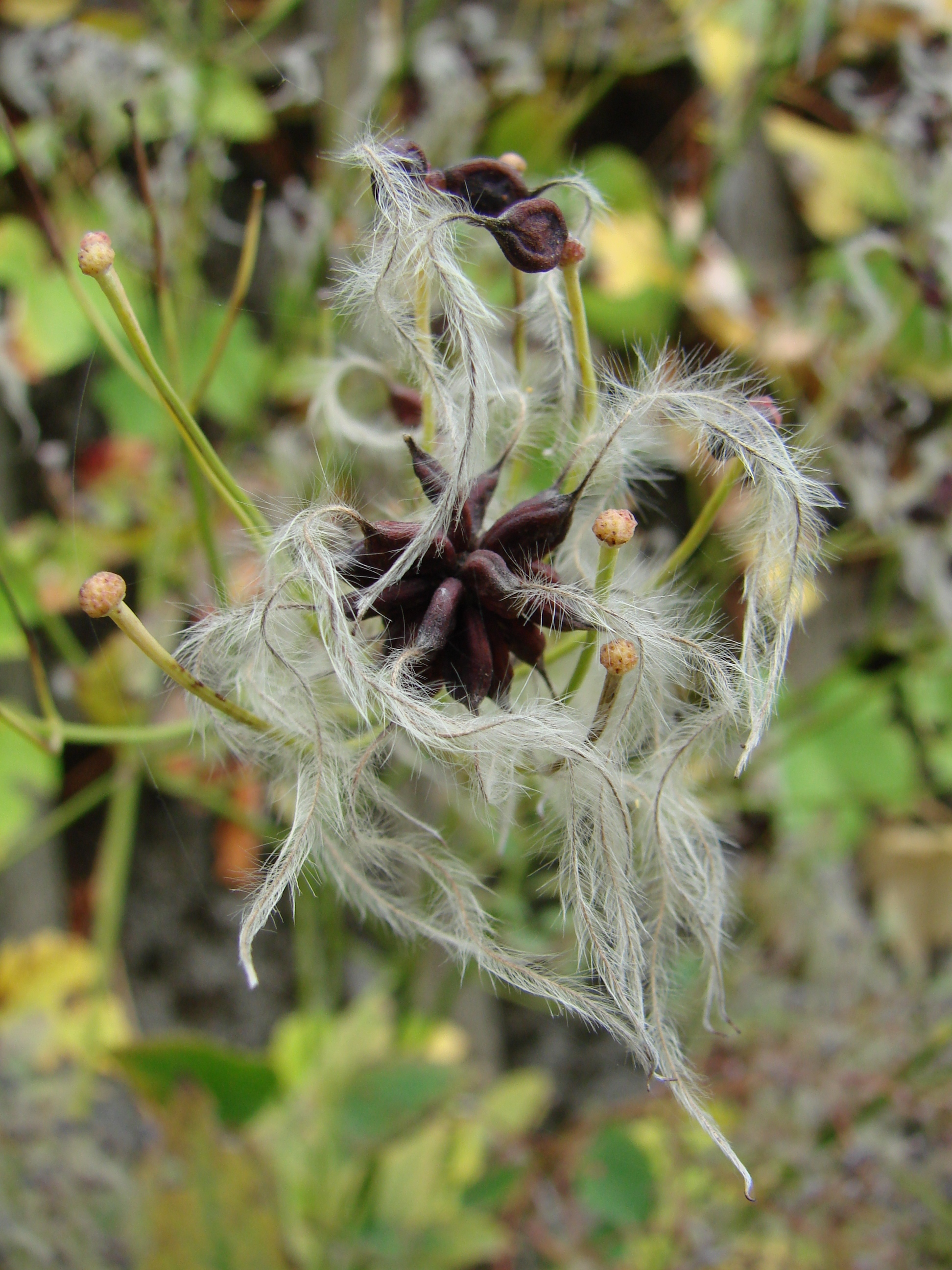
Fruit de Clematis recta.